# Пајковац
Пајковац је насеље у Србији у општини Варварин у Расинском округу. Према попису из 2022. било је 115 становника (према попису из 1991. било је 178 становника).

## Историја
До Другог српског устанка Пајковац се налазио у саставу Османског царства. Након Другог српског устанка Пајковац улази у састав Кнежевине Србије и административно је припадао Јагодинској нахији и Темнићској кнежини све до 1834. године када је Србија подељена на сердарства.

### Порекло становништва
Подаци датирају из 1905
Од породице Павловића био је чувени јунак из Првог и Другог Устанка, „Никола Мандрда“. Никола Мандрда био је веома леп, крупан, снажан и чувен човек. Кад би он викнуо сав се Јухор тресао, те му је и гора глас прихваћала. Турке је страшно мрзео и убијао их где их је год стигао. Карађорђе га је веома уважавао. Павловићи су пореклом из околине Врања, славе Св. Николу.
Према пореклу ондашње становништво Пајковца из 1905. године, може се овако распоредити:
- Староседеоца има 1 породица са 15 куће.
- Из Врањског округа има 4 породице са 22 куће.
- Из околине Лесковца има 1 породица са 6 куће.
- Из околине има 1 куће.
- Из Левче има 1 куће.

## Демографија
У насељу Пајковац живи 122 пунолетна становника, а просечна старост становништва износи 46,7 година (46,2 код мушкараца и 47,1 код жена). У насељу има 49 домаћинстава, а просечан број чланова по домаћинству је 2,90.
Ово насеље је великим делом насељено Србима (према попису из 2002. године), а у последња три пописа, примећен је пад у броју становника.
|  |

| Демографија | Демографија | Демографија |
| Година      | Становника  | Становника  |
| ----------- | ----------- | ----------- |
| 1948.       | 386         |             |
| 1953.       | 373         |             |
| 1961.       | 336         |             |
| 1971.       | 270         |             |
| 1981.       | 228         |             |
| 1991.       | 178         | 178         |
| 2002.       | 142         | 142         |

| Етнички састав према попису из 2002.‍ | Етнички састав према попису из 2002.‍ | Етнички састав према попису из 2002.‍ | Етнички састав према попису из 2002.‍ | Етнички састав према попису из 2002.‍ |
| ------------------------------------ | ------------------------------------ | ------------------------------------ | ------------------------------------ | ------------------------------------ |
|                                      |                                      |                                      |                                      |                                      |
| Срби                                 | Срби                                 |                                      | 140                                  | 98,59%                               |
| Румуни                               | Румуни                               |                                      | 1                                    | 0,70%                                |
| непознато                            | непознато                            |                                      | 1                                    | 0,70%                                |

| Пајковац у пописима Јагодинске нахије — од 1818. до 1829.                         |       |       |       |       |       |       |          |       |       |       |       |       |
| Година пописа                                                                     | 1818. | 1819. | 1820. | 1821. | 1822. | 1823. | 1824/25. | 1825. | 1826. | 1827. | 1828. | 1829. |
| Куће                                                                              | 18    | 18    | 12    | 14    | 17    | 18    | 19       | 17    | 17    | 17    | 16    | 16    |
| Пореске главе*                                                                    | -     | 21    | 12    | 14    | 19    | 20    | 20       | 16    | 16    | 16    | 15    | 14    |
| Арачке главе**                                                                    | 38    | 49    | 23    | 31    | 33    | 37    | 38       | 37    | 39    | 40    | 44    | 41    |
| *Пореске главе = Ожењени мушкарци \| ** Арачке главе = Мушкарци од 7 до 70 година |       |       |       |       |       |       |          |       |       |       |       |       |

| Година пописа     | 1948. | 1953. | 1961. | 1971. | 1981. | 1991. | 2002. |
| ----------------- | ----- | ----- | ----- | ----- | ----- | ----- | ----- |
| Број домаћинстава | 78    | 78    | 83    | 72    | 64    | 56    | 49    |

| Број чланова      | 1  | 2  | 3 | 4 | 5 | 6 | 7 | 8 | 9 | 10 и више | Просек |
| ----------------- | -- | -- | - | - | - | - | - | - | - | --------- | ------ |
| Број домаћинстава | 10 | 20 | 4 | 5 | 3 | 5 | 1 | 1 | 0 | 0         | 2,90   |

| Пол    | Укупно | Неожењен/Неудата | Ожењен/Удата | Удовац/Удовица | Разведен/Разведена | Непознато |
| ------ | ------ | ---------------- | ------------ | -------------- | ------------------ | --------- |
| Мушки  | 67     | 15               | 43           | 8              | 1                  | 0         |
| Женски | 57     | 3                | 42           | 11             | 1                  | 0         |
| УКУПНО | 124    | 18               | 85           | 19             | 2                  | 0         |

| Пол    | Укупно                    | Пољопривреда, лов и шумарство | Рибарство                            | Вађење руде и камена | Прерађивачка индустрија       |
| ------ | ------------------------- | ----------------------------- | ------------------------------------ | -------------------- | ----------------------------- |
| Мушки  | 40                        | 34                            | 0                                    | 0                    | 4                             |
| Женски | 17                        | 14                            | 0                                    | 0                    | 1                             |
| УКУПНО | 57                        | 48                            | 0                                    | 0                    | 5                             |
| Пол    | Производња и снабдевање   | Грађевинарство                | Трговина                             | Хотели и ресторани   | Саобраћај, складиштење и везе |
| Мушки  | 0                         | 1                             | 0                                    | 0                    | 0                             |
| Женски | 0                         | 0                             | 1                                    | 0                    | 0                             |
| УКУПНО | 0                         | 1                             | 1                                    | 0                    | 0                             |
| Пол    | Финансијско посредовање   | Некретнине                    | Државна управа и одбрана             | Образовање           | Здравствени и социјални рад   |
| Мушки  | 0                         | 0                             | 0                                    | 0                    | 0                             |
| Женски | 0                         | 1                             | 0                                    | 0                    | 0                             |
| УКУПНО | 0                         | 1                             | 0                                    | 0                    | 0                             |
| Пол    | Остале услужне активности | Приватна домаћинства          | Екстериторијалне организације и тела | Непознато            | Непознато                     |
| Мушки  | 0                         | 0                             | 0                                    | 1                    | 1                             |
| Женски | 0                         | 0                             | 0                                    | 0                    | 0                             |
| УКУПНО | 0                         | 0                             | 0                                    | 1                    | 1                             |